# 20 janvier 2008
Le dimanche 20 janvier 2008 est le 20e jour de l'année 2008.

## Décès
- André Roulland (né le 7 novembre 1917), personnalité politique française
- Duilio Loi (né le 19 avril 1929), boxeur italien
- Kurt Benesch (né le 17 mai 1926), écrivain autrichien
- Louis de Cazenave (né le 16 octobre 1897), soldat français
- Tālivaldis Ķeniņš (né le 23 avril 1919), compositeur, organiste et pédagogue canadien d'origine lettone
- Walter Santesso (né le 27 février 1931), cinéaste italien

## Événements
- Diffusion du premier épisode de la série télévisée Breaking Bad : Chute Libre
- Fin de la série télévisée japonaise Kamen Rider Den-O
- Début de la série télévisée canadienne Les Enquêtes de Murdoch
- Fin des masters de snooker 2008
- Sortie du film américain Phoebe in Wonderland
- Cuba : législatives.
- Ghana : Début de la CAN 2008 (Coupe d'Afrique des nations), au Ghana jusqu'au 10 février.
- Serbie : Premier tour de l'Élection présidentielle. Tomislav Nikolic, candidat du Parti radical serbe, arrive en tête avec 39,4 % des voix exprimées contre 35,4 % au président sortant pro-occidental, Boris Tadic.
- Vatican : Plus de deux cent mille Romains dont des milliers d'étudiants sont venus soutenir le pape Benoît XVI qui cinq jours plus tôt a dû annuler la conférence qu'il devait prononcer à l'université de la Sapienza. Il reçoit les messages de soutien du président de la République, du maire de Rome et du recteur de l'Université.